# Wilhelm Bühring

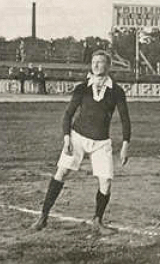
W. Bühring (1910)

Wilhelm Bühring (Lebensdaten unbekannt) war ein deutscher Fußballspieler.

## Karriere

Mannschaftsfoto des HFC 1896 in der Radrennbahn am Pferdeturm (um 1905)

Bühring gehörte dem Hannoverschen Fußball-Club von 1896 als Stürmer an, für den er in den vom Verband Hannoverscher Ballspiel-Vereine organisierten Meisterschaften in der regional höchsten Spielklasse, der 1. Klasse, Punktspiele bestritt.
Aufgrund der 1905 errungenen Meisterschaft nahm sein Verein auch an der Endrunde um die Deutsche Meisterschaft teil. Er bestritt einzig das am 9. April 1905 in Magdeburg auf dem Sportplatz Am Schleppsäbel bei der 2:3-Niederlage n. V. gegen den FuCC Eintracht 1895 Braunschweig ausgetragene Erstrundenspiel innerhalb der Ausscheidungsrunde; dabei erzielte er das Ausgleichstor zum 2:2.

## Erfolge
- Teilnehmer an der Endrunde um die Deutsche Meisterschaft 1905
- Meister des Verbandes Hannoverscher Ballspiel-Vereine 1905